# Чемпіонат світу з ралі для юніорів
Чемпіонат світу з ралі для юніорів також JWRC (англ. FIA Junior World Rally Championship) — серія додаткових змагань з ралі в рамах чемпіонату світу з ралі.
Серію було задумано з метою створення умов для виявлення молодих перспективних гонщиків та надання їм можливості продемонструвати свої здібності в професійних ралійних автоперегонах вищого класу складності. Тому в змаганнях цієї серії можуть брати участь лише автогонщики, яким на момент старту чемпіонату світу не виповнилось 28 років. Для участі в серії допускаються лише передньопривідні автомобілі з обмеженою потужністю. Головним чином це автомобілі виконані за спеціфікацією ФІА Супер 1600 (S1600) та з 2006 року також автомобілі класу R3.
Як і змагання серії PC WRC, змагання JWRC відбуваються не на кожному етапі чемпіонату світу, а кількість етапів JWRC в календарі зазвичай складає не менше половини від кількості етапів чемпіонату світу. З огляду на технічні характеристики автомобілів, які виступають у JWRC (менша потужність, монопривід та ін.), на етапах чемпіонату світу вони завжди стартують після автомобілів WRC.

## Коротко про правила
ПереможецьПереможцем серії (чемпіоном світу з ралі серед юніорів) визнається автогонщик, який набрав найбільшу суму очок за підсумками певної визначеної в регламенті кількості етапів серії.
Нарахування очокНа кожному етапі, як і в інших змаганнях чемпіонату світу з ралі, очки нараховуються тільки учасникам, які вибороли перших вісім місць. За перше місце нараховується 10 очок, за 2-е — 8, за 3-е — 6, за 4-е — 5, за 5-е — 4, за 6-е — 3, за 7-е — 2, за 8-е — 1.
Обов'язкова кількість етапівУчасник зобов'язаний брати участь у певній кількості етапів, яка визначається регламентом змагань на кожний сезон. В сезоні 2009 року претендент на звання чемпіона повинен взяти участь не менше ніж у 6-ти етапах з 8-ми наявних в календарі. Конкретну шістку етапів спортсмен вибирає на свій розсуд ще до старту першого етапу чемпіонату.
АвтомобіліДо змагань допускаються автомобілі класу Супер 1600 та деякі передньопривідні автомобілі групи R, групи A та групи N, з певними обмеженнями щодо потужності двигунів та використання певних елементів конструкції.
Економія витратЗ метою економії витрат правилами обмежено кількість допоміжного персоналу (механіків) в команді та кількість автошин, які можна використовувати протягом етапу. Причому дозволяється використовувати лише шини фірми «Пірелі».
ПальнеДозволяється використовувати тільки один вид пального, рекомендований ФІА
ЕкіпіровкаВсі учасники повинні мати встановлену ФІА екіпіровку, зокрема пристрій HANS.

## Історія
Чемпіонати світу юніорів відбуваються з 2001 року і в декількох сезонах мали дещо відмінні назви.
- 2001 — Чемпіонат ФІА серед пілотів Super 1600 (англ. FIA Super 1600 Drivers' Championship)
- 2002 - 2006 — Чемпіонат мав теперешню назву (Junior World Rally Championship)
- 2007 — В зв'язку з тим, що не проводилося жодного етапу за межами Європи серія мала назву Чемпіонат з ралі для юніорів (FIA Junior Rally Championship (JRC))
- 2008 - 2009 — чемпіонату повернено нинішню назву (Junior World Rally Championship)

## Чемпіони
Переможці серії JWRC зазвичай згодом стають провідними гонщиками заводських команд. Найяскравіші приклади - Себастьян Льоб, Дані Сордо, Себастьян Оґьє.
| Рік  | Кількість етапів | Чемпіон світу серед юніорів | Автомобіль             | Очок | Перемог на етапах | Перемог на допах |
| ---- | ---------------- | --------------------------- | ---------------------- | ---- | ----------------- | ---------------- |
| 2019 |                  | Ян Соланс                   | Ford Fiesta R2         |      |                   |                  |
| 2018 |                  | Еміль Бергквіст             | Ford Fiesta R2         |      |                   |                  |
| 2017 |                  | Ніл Соланс                  | Ford Fiesta R2         |      |                   |                  |
| 2016 |                  | Сімоне Темпестіні           | Citroën DS3 R3Ts       |      |                   |                  |
| 2015 |                  | Квентін Гілберт             | Citroën DS3 R3-MAX     |      |                   |                  |
| 2014 |                  | Стефан Лефевр               | Citroën DS3 R3T        |      |                   |                  |
| 2013 |                  | Понтус Тідеманд             | Ford Fiesta R2         |      |                   |                  |
| 2012 |                  | Елфін Еванс                 | Ford Fiesta R2         |      |                   |                  |
| 2011 |                  | Крейг Брін                  | Ford Fiesta R2         |      |                   |                  |
| 2010 |                  | Аарон Буркарт               | Suzuki Swift S1600     |      |                   |                  |
| 2009 | 8                | Мартін Прокоп               | Citroën C2 S1600       |      |                   |                  |
| 2008 | 7                | Себастьєн Ож'є              | Citroën C2 S1600       | 42   | 3                 | 50               |
| 2007 | 7                | Пер-Ґуннар Андерссон        | Suzuki Swift S1600     | ?    | 3                 | 33               |
| 2006 | 9                | Патрік Сандель              | Renault Clio S1600     | 32   | 1                 | 41               |
| 2005 | 8                | Дані Сордо                  | Citroën C2 S1600       | 53   | 4                 | 38               |
| 2004 | 7                | Пер-Ґуннар Андерссон        | Suzuki Ignis S1600     | 39   | 3                 | 23               |
| 2003 | 7                | Бріс Тірабассі              | Renault Clio S1600     | 38   | 3                 | 36               |
| 2002 | 6                | Даніель Сола                | Citroën Saxo VTS S1600 | 37   | 3                 | 21               |
| 2001 | 6                | Себастьян Льоб              | Citroën Saxo VTS S1600 | 50   | 5                 | 39               |